# Pierre Charles Levesque

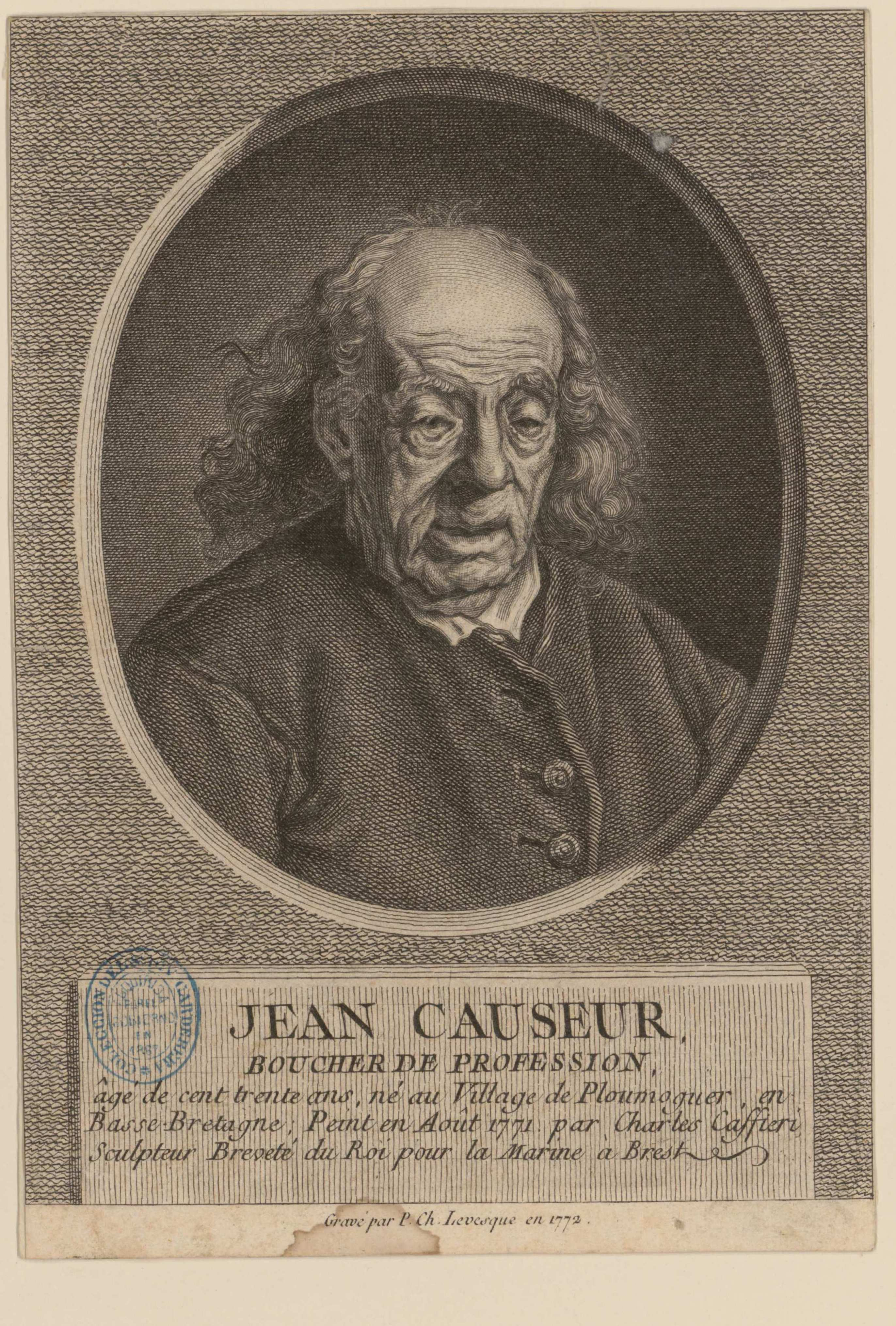
Jean Causer, boucher de profession / âgé de cent trente ans, né au Village de Plomoguer, en / Basse-Bretagne. Aguafuerte de Pierre-Charles Levesque (1772) según retrato de Charles-Marie Caffieri.

Pierre Charles Levesque (París, 1736-1812) fue un grabador, historiador y traductor francés.

## Biografía
Levesque nació en París el 28 de marzo de 1736 en el seno de una familia burguesa que, por problemas económicos, hubo de abandonar París y trasladarse al Midi donde se formó como grabador. Con una buena formación, pero escasamente original, practicó principalmente el grabado de reproducción de obras de François Boucher y Gabriel Metsu, entre otros. Particularmente célebre es su retrato del carnicero Jean Causer,a quien se atribuía una edad de ciento treinta años, a partir del retrato que en 1771 le hizo Charles-Marie Caffieri. El trabajo como grabador le permitió volver a París para proseguir los estudios de humanidades que había iniciado en el colegio de las Cuatro Naciones y continuó en el Liceo Louis-le-Grand. Sus grabaados junto a sus primeros escritos de carácter enciclopedista hicieron que Denis Diderot se fijase en él y le ofreciese su protección y amistad.
Por recomendación de Diderot fue nombrado por la emperatriz de Rusia, Catalina II, profesor de Bellas-Letras en la escuela de cadetes nobles de San  Petersburgo en 1773. Estudió el idioma ruso y recogió los materiales para elaborar su historia de Rusia, con notas de Conrad Malte-Brun (1775-1826) y de Georges-Bernard Depping (1784-1853), este último autor, entre otras obras, de una historia del comercio entre el Levante mediterráneo y Europa después de las Cruzadas, los judíos en la Edad Media e historia de las expediciones marítimas de los normandos que, junto a su traducción hecha por Levesque de Tucídides, constituyen sus dos mejores títulos de recuerdo para la posteridad. En 1780 retornó a Francia donde obtuvo una plaza de profesor en el colegio real, para más tarde entrar en la Academia de Inscripciones y Lenguas Antiguas.
En la historia de Grecia M. Levesque presta mucha atención a la constitución política de Esparta y Atenas. Los espartanos no son los preferidos por el autor; y a él parece deleitarle demostrar que su aclamada incorruptibilidad era falsa.
Lévesque, debido al estallido de la Revolución francesa, pierde los citados empleos hasta 1797 en que fue designado miembro del Instituto de Francia. Dejó otros escritos como un tratado de música griega, estudios de la historia antigua y una historia de Grecia, una historia crítica de la historia de Roma en la que manifiesta el escepticismo más denodado especialmente acerca de los reyes de Roma, artículos en la "Biliotheque universelle" y muchas otras traducciones muy valoradas como la citada.

## Obras
- Istoriia narodov podvlastykh Rosii, Sankt-Peterburg, 2016.
- Junto al humanista Henri Estienne (1531-1598) y Friedrich Mehlhorn (1792-1852) Anacreontea quae dicuntur scundum Levesquii  collationem codicis Palatini recensuit;..., Glogaviae: L.N.G, 1825.
- Precis de l'historie de Russie depuis Rurik..., St. Petersbourg, Pluchart, 1814.
- Etudes de l'histoire ancienne et de l'histoire de la Grece, París, 1811, 5 vols.
- Notice historique sur Legrand d'Aussy,  en la obra "Vie d'Apollonius de Tyane", París, L. Collin, 1807, 2 vols.
- Histoire de Russie, Hambourg, 1800, 8 vols.
- Considerations sur les trois poetes tragiques de la Grece, París, 1797.
- Choix de poesies de Petrarque.., 2 vols.
- Pensees morales de Confucio,..
- Junto al poeta didáctico, pintor, grabador y escultor Claude Henri Watelet  (1718-1786)  Dictionnaire des arts de peinture, sculpture et gravure, París, Prault, 1792, 5 vols.
- Éloge historique de M. L'Abbé de Mably:...,  París, 1787.
- Histoire de la France..., París, 1787, 4 vols.
- Sentences de Théognis, de Phocylide, et des sages de la Grece, París, 1783.
- Collection de moralistes anciens, París, 1782-95, 16 vols.
- Pensees morales de divers auteurs chinois, París, 1782.
- L'homme pensant,..., Ámsterdam, 1778.
- L'homme moral,..., Ámsterdam, 1773, in-12º.
- Reves d'Aristobule,..,  París, 1761, in-12º.